# Carapoia voltavelha
Carapoia voltavelha  (лат.) — вид пауков-сенокосцев  рода Carapoia (лат. Pholcidae). Распространён в Южной Америке (Бразилия, Santa Catarina state).

## Описание
Мелкие пауки-сенокосцы, длина тела около 3 мм, ширина карапакса 1,2 мм. Брюшко серое. Карапакс и ноги охристо-коричневые. Имеют 8 глаз. Ноги очень длинные. Брюшко коротко-цилиндрическое и заострённое у паутинных бородавок. Строят сети диаметром около 10 см в полостях земли.

## Систематика
Отличается от близких видов формой хелицер и бульбуса гениталий самца, строением гениталий самки (полуокруглой формой передней эпигинальной пластинки). Вид был впервые описан в 2016 году в ходе исследования разнообразия и эндемизма пауков Южной Америки, проведённого немецким арахнологом Бернхардом Хубером (Bernhard Huber, Alexander Koenig Research Museum of Zoology, Бонн, Германия).